# Champfèr
Champfèr ([tɕɐmpˈfɛɾ]ⓘ) ist ein Dorf im  Oberengadin zwischen Silvaplana und St. Moritz. 

## Geografie

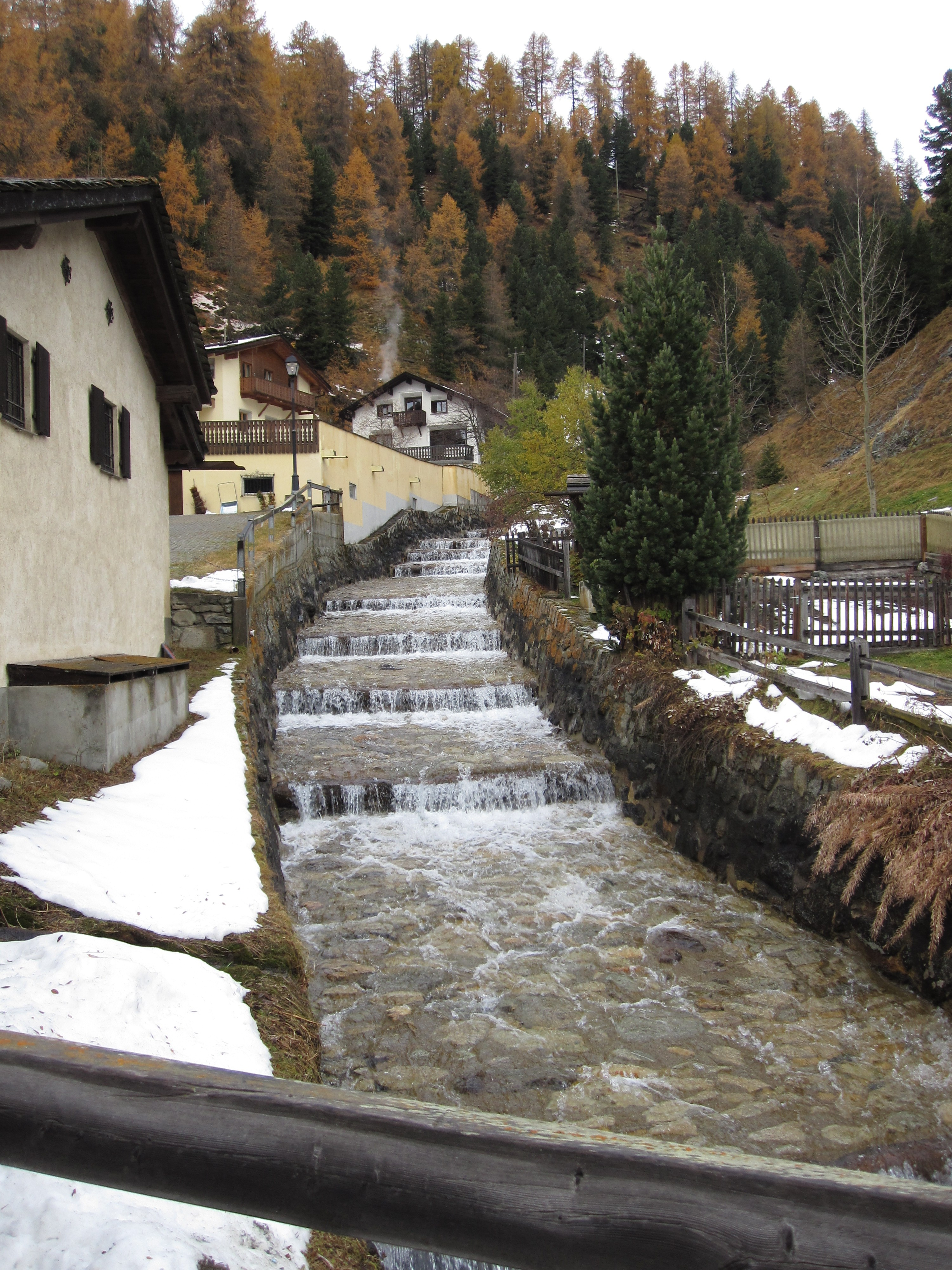
Die Ova da Suvretta in Champfèr

Luftbild aus 200 m von Walter Mittelholzer (vor 1920)

Champfer, historisches Luftbild von Werner Friedli (1954)

Politisch gehört Champfèr teils zu St. Moritz, teils zu Silvaplana. Die Grenze zwischen den zwei Gemeinden verläuft entlang dem Bach Ova da Suvretta ([ˌovrɐdɐsuˈvrɛtɐ]ⓘ) quer durch das Dorf. 
Südlich des Dorfes liegt der Lej da Champfèr, der nördliche Teil des Lej da Silvaplauna. Etwas östlich von Champfèr liegen die beiden winzigen Seen Lej Marsch und Lej Nair. Das Dorf Champfèr selbst zeichnet sich durch seine Kompaktheit aus, während das leicht nordöstlich liegende Suvretta grösstenteils aus Ferienwohnungen und Hotels besteht und stark zersiedelt ist.

## Geschichte
Champfèr wurde im Jahre 1883 mit nur einer Nein-Stimme an der Gemeindeversammlung nicht zum politisch selbständigen Dorf bestätigt.

## Bevölkerung und Infrastruktur
Die Einwohner sind überwiegend zweisprachig und beherrschen sowohl die Oberengadinische Sprache als auch Deutsch. Mehrheitlich sind sie reformierter Konfession. Kirchlich bildet Champfèr zusammen mit Silvaplana und Sils im Engadin/Segl eine Gemeinde. Die reformierte Dorfkirche St. Rocchus steht unter Denkmalschutz. 
In Champfèr befindet sich das traditionsreiche Restaurant Talvo.
Die bisher eigenständige Primarschule wurde 2009 wegen rückläufiger Schülerzahlen aufgegeben und mit der Schule von Silvaplana zusammengeschlossen. 
Champfèr ist über das Bus- und Postautonetz mit St. Moritz, Samedan, Pontresina und Chiavenna verbunden, die alle ohne umzusteigen erreichbar sind. Champfèr besitzt im Dorfzentrum zwei Bushaltestellen.